# Caccobius ultor
Caccobius ultor là một loài bọ cánh cứng trong họ Bọ hung (Scarabaeidae).